# Iolana christinae
Iolana christinae är en fjärilsart som beskrevs av Betti 1977. Iolana christinae ingår i släktet Iolana och familjen juvelvingar. Inga underarter finns listade i Catalogue of Life.